# Capitán Beto (nanosatélite)
El Capitán Beto es un CubeSat desarrollado por la empresa argentina Satellogic, con apoyo financiero del Ministerio de Ciencia y técnico de la empresa INVAP, lanzado el 26 de abril de 2013, desde el Centro de Lanzamiento de Satélites de Jiuquan, en China.
El satélite pesa dos kilos y mide 20 centímetros de altura por diez centímetros de lado, entrando en la categoría de los nanosatélites y fue lanzado desde China, junto al satélite NEE-01 Pegaso, de Ecuador.

## Características
El "Capitán Beto" es el primer CubeSat desarrollado y producido en la Argentina. Su nombre le fue adjudicado por los científicos que lo desarrollaron, en homenaje al músico de rock Luis Alberto Spinetta, fallecido el año anterior a su lanzamiento, una de cuyas canciones más exitosas se llama "El anillo del Capitán Beto" y trata de un colectivero astronauta.
El CubeSat fue desarrollado por la empresa argentina Satellogic, liderada por Emiliano Kargieman y Gerardo Richarte, y la misión fue dirigida en coordinación con el ingeniero Eduardo Ibáñez de la empresa estatal INVAP.
El satélite lleva tres equipos de estudio: una rueda de inercia (que controla su desempeño en el espacio), un startracker (para establecer su ubicación) y una computadora para dirigir la navegación. Cada 15 o 30 segundos envía un paquete de datos, llamado baliza o beacon en inglés.
Kargieman declaró que uno de los objetivos de desarrollar y fabricar nanosatélites era:

...democratizar el espacio, hasta ahora reservado primordialmente a gobiernos y economías fuertes que pueden costear esta industria con miles de millones de dólares. Uno de estos nanosatélites cuesta menos de 50.000 dólares, y está al alcance de mucha gente, de universidades, pymes, o personas que quieran tenerlo para aprovechar su potencial.